# Rolf Dürig
Rolf Dürig (* 25. April 1926 in Bern; † 13. Juni 1985 in Aarau; heimatberechtigt in Jegenstorf) war ein Schweizer Maler.

## Leben und Werk
Rolf Dürig wuchs in Bern auf. Kurz vor der Matur verliess er das Gymnasium und begann 1943 bei Max von Mühlenen Malerei zu studieren. 1946 zog er nach Paris, wo er im Vorort Créteil selbständig arbeitete. 1947 malte er in Bordeaux und Bern, 1948/49 in Cannes und 1950 in Barberier bei Vichy. 1949 stand Dürig dem deutschen Fotografen Herbert List für eine Serie von Aktaufnahmen Modell. Von 1951 bis 1955 lebte er abwechslungsweise in Rom, Südfrankreich und Bern.
Dürig war vor allem für seine Gemälde mit exotisch anmutenden Motiven wie Hafen-, Meer- und Urwaldlandschaften bekannt, in die er oftmals jünglingshafte Figuren einband. Die meist in reinen, leuchtenden Farben gehaltenen Bilder zeigen eine kräftige, expressive Formensprache. Eine Ausstellung in der Redfern Gallery in London begründete 1950 seinen frühen Erfolg, den er in späteren Jahren jedoch zusehends vermisste. Für die Schweizerischen Bundesbahnen SBB gestaltete er mehrere markante Werbeplakate mit folgenden Titeln: Sorgen ade - SBB, Ferienplan - Ferienbahn, 75 Jahre Gotthardbahn oder  Eis, Eisern, Eisenbahn. 1966 reiste er mit dem befreundeten Maler Ricco, der in seinen Werken dem Motiv des Jünglings ebenfalls grossen Stellenwert beimass, nach Ceylon und Thailand.
Anfang der 70er Jahre zog Dürig nach Champvent im Kanton Waadt. Hier durchlebte er eine längere Schaffenskrise. Es folgte ein Aufenthalt in der Auvergne, zuerst im Schloss Chazeron, anschliessend bis 1980 in Clermont-Ferrand. Hier erfuhr er, dass er unheilbar krank war. Er kehrte 1984 in die Schweiz zurück und liess sich erst in Köniz und danach in Veltheim AG nieder. Dürig starb 1985 im Kantonsspital Aarau.

## Ausstellungen (Auswahl)
- 1949: Schweizer Maler aus Paris, Kunsthalle Bern
- 1950: Redfern Gallery London
- 1950: Rolf Dürig, Erich Müller-Santis; Kunstmuseum Winterthur
- 1954: Rolf Dürig, Max Weiss, Erich Müller-Santis; Kunstmuseum Luzern
- 1955: Junge Berner Künstler, Kunsthalle Bern
- 1983, 1985: Galerie Unterburg, Regensberg
- 1995: Gedenkausstellung, Galerie zur Krone, Bätterkinden
- 2000: Musée des Beaux Arts, Clermont-Ferrand (Frankreich)
- 2004: Villa Schüpbach, Kunstsammlung Steffisburg

## Auszeichnungen
- 1964: Schweizer Plakat des Jahres: Ferienplan - Ferienbahn - SBB